# Hof van Grimbergen

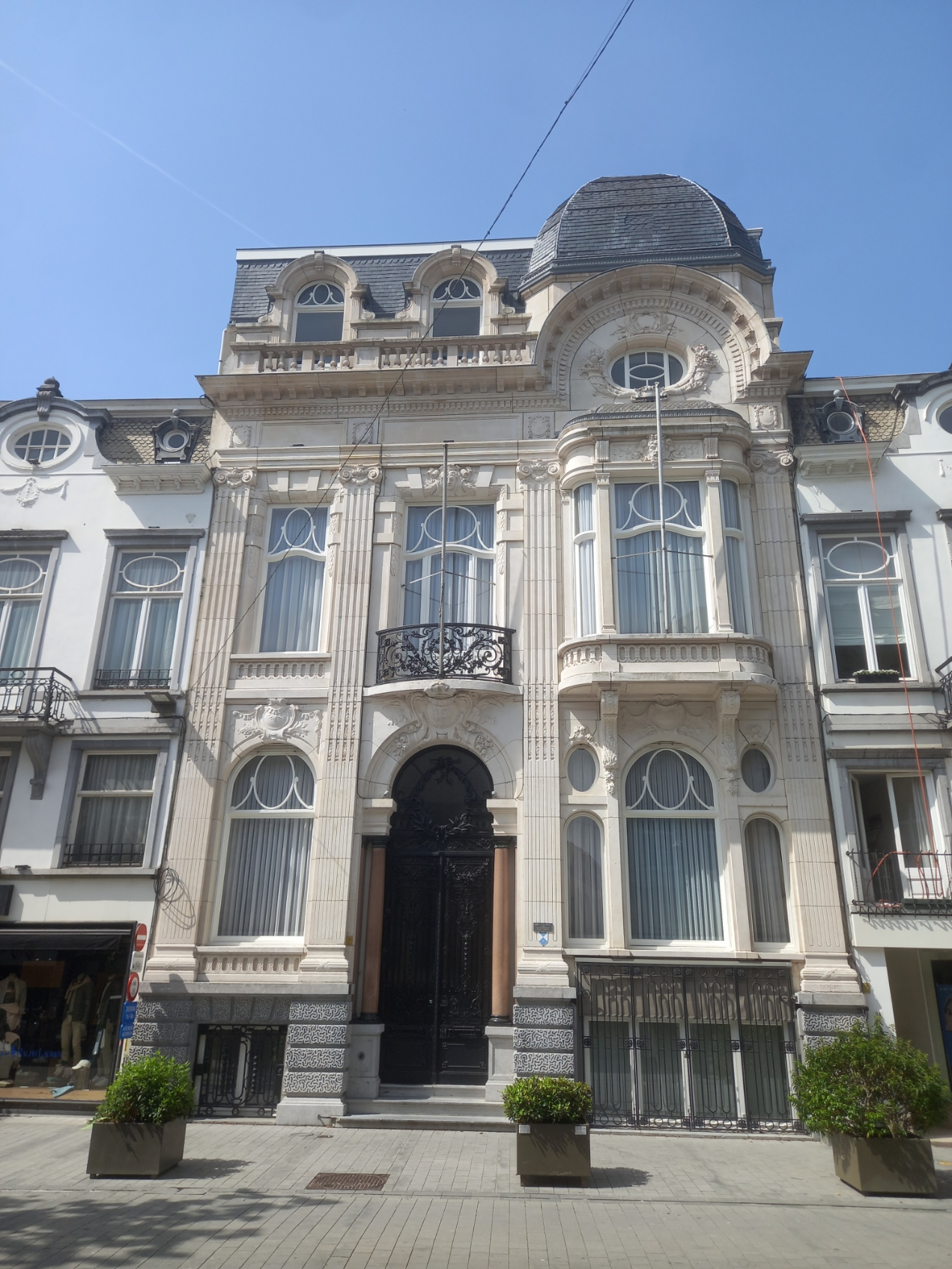
Hof van Grimbergen, Mechelen

Het Hof van Grimbergen is een beschermd monument aan de Bruul 96, de grootste winkelstraat van Mechelen. Het gebouw is het werk van architect Franz Hemelsoet.

## Geschiedenis
Het Hof van Grimbergen is een herenhuis gebouwd in 1559. Het was eigendom van Willem van Berghes (bekend als Guillame de Berghes), aartsbisschop van het Kamerijk. In die tijd betrekt hij het pand, dat hij nadien overmaakt aan zijn klein-neef Godfried van Berghes, graaf van Grimbergen genaamd. Samen met zijn vrouw, Honorina van Hoorn, valt dit pand onder hun naam tot in 1650. In dat jaar, na het overlijden van Godfried, beslist zijn weduwe het te verkopen aan J.-A. De Ruysscher, graaf van Elissem.
In 1717, koopt seigneur M. Van den Branden, heer van Reeth en ridder van het Heilig Roomse Rijk, het pand. Hij en zijn afstammelingen wonen er decennialang tot op 26 februari 1909 de achterkleinzoon, Monseigneur, baron van den Branden de Reeth, Aartsbisschop van Tyr, overlijdt. Er wordt beslist het Hof te verkopen.
Van 1909 tot 1912 is het Hof van Grimbergen verbouwd tot stadspaleis naar de plannen van de Brusselse architect Franz Hemelsoet (1875-1947) in eclectische stijl. Tijdens de Eerste en Tweede Wereldoorlog bewoont de plaatscommandant van de Duitse 'Wehrmacht' het hof. In 1962 koopt ASLK bank (huidige Fortis) het gebouw. Het interieur blijft bewaard, de tuin maakt plaats voor kantoren. In 1973 bouwt architect Luc Lesage een verdieping met burelen bij. Sinds 3 juni 1986 is de gevel beschermd erfgoed en komt het blauwwit plaatje aan de gevel.
Sinds 1992 is het Hof van Grimbergen in privébezit en is het interieur, het dak en de voor-  en achtergevel gerestaureerd. De aangebouwde burelen en een deel van de achterliggende garages worden gesloopt zodat er terug een tuin kon worden heraangelegd. Het was een van de eerste projecten in de stad om groen te laten primeren boven beton.

## Beschrijving
Het Hof is gebouwd in eclectische stijl met zeer decoratief smeedwerk. Aan de voordeur van het pand hangt een blauwwit plaatje, wat duidt op beschermd erfgoed.
De plint  is gesigneerd door de architect "F. Hemelsoet, architecte Bruxelles". Onder het pseudo-mansardedak bevindt zich de lijstgevel met parement van natuursteen (gevelbekleding), verticaal belijnd door als het ware kolossale gegroefde Ionische pilasters met wormornament.
Het souterrain is voorzien van rechthoekige, getraliede vensters tot op de grond. De voorgevel is rijkelijk versierd met talrijke neo-barokke ornamenten zoals rankwerk (krulversiering), cartouches, festoenen, hoornen des overvloeds en maskers.

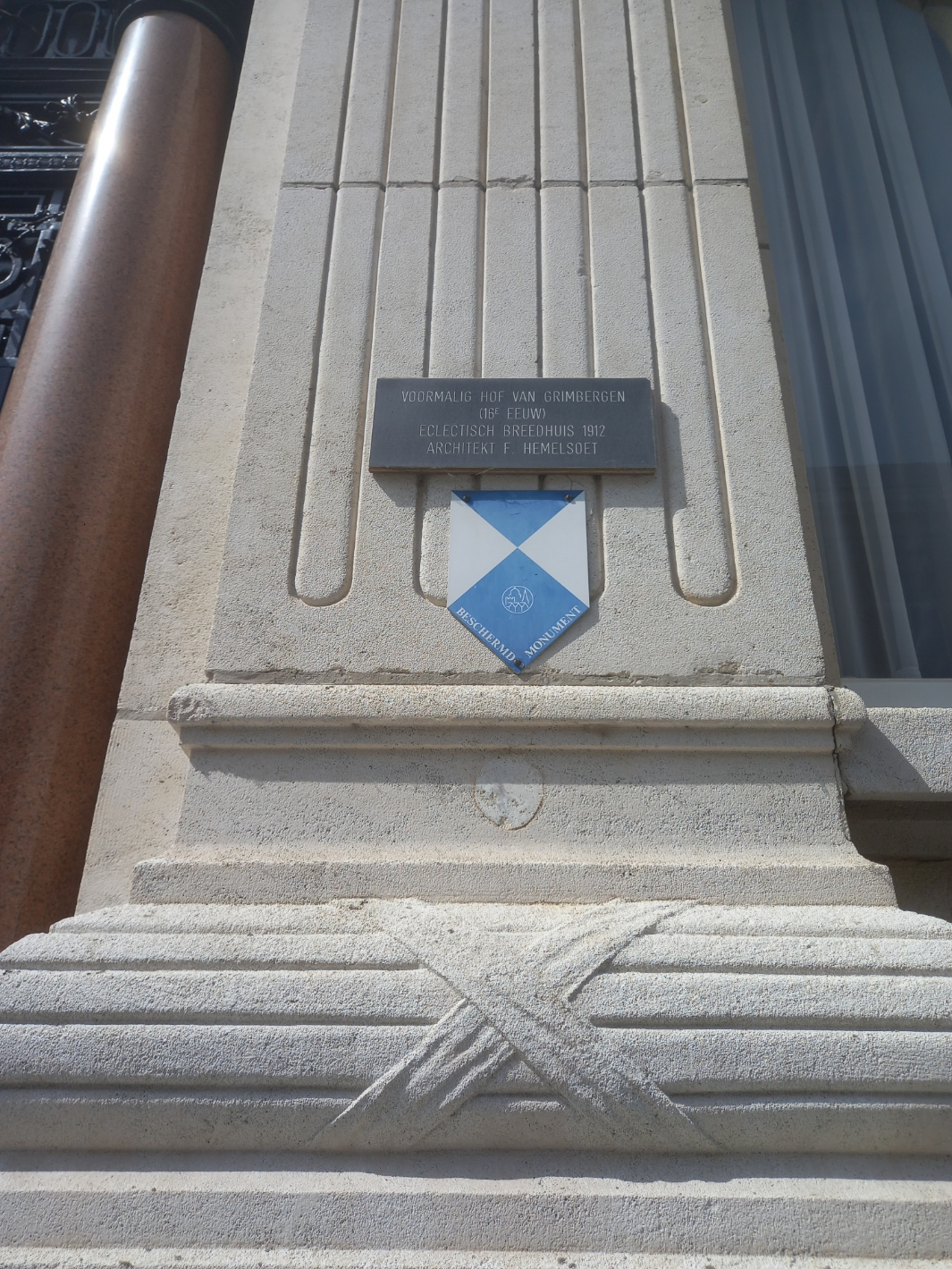
Beschermd monument plaatje
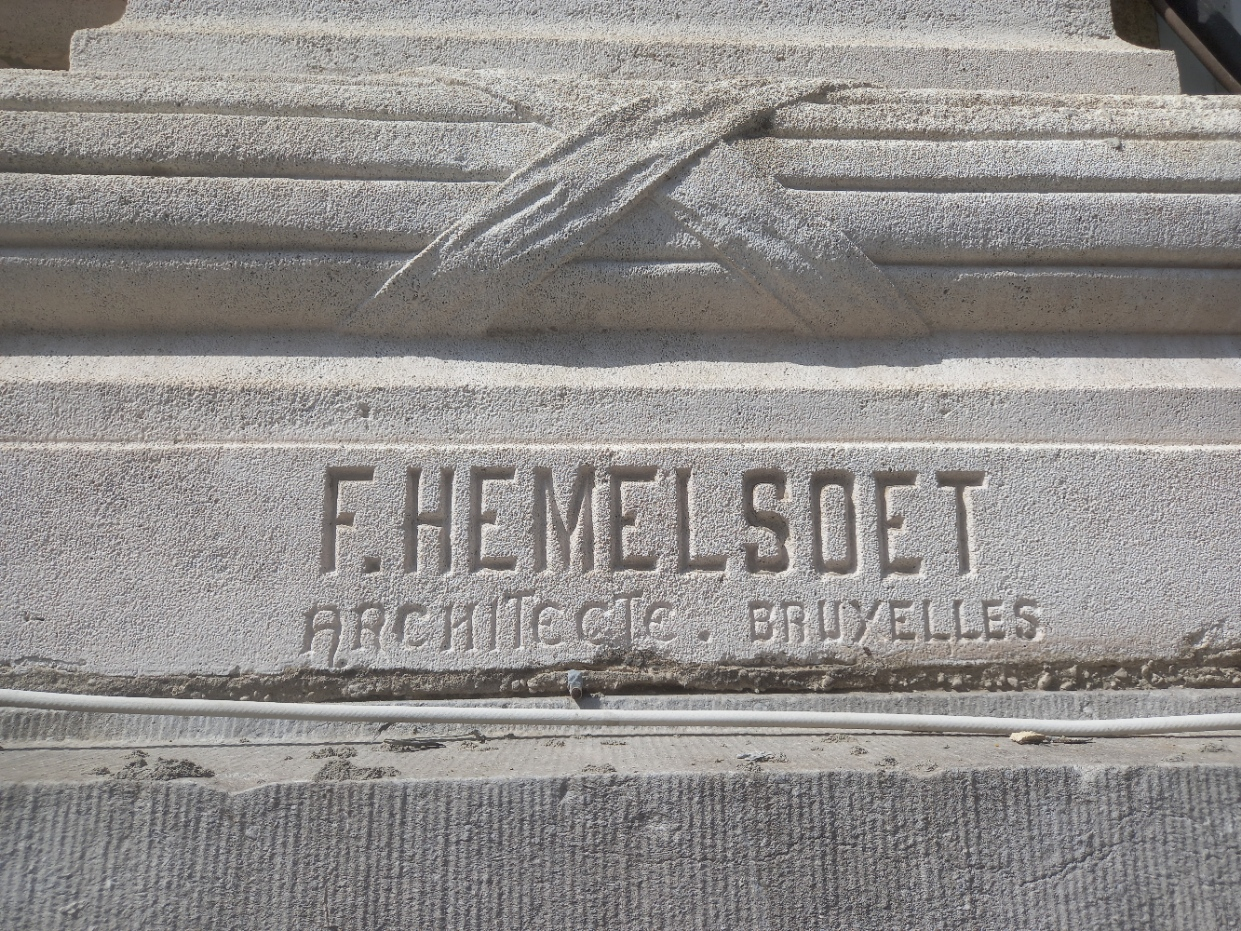
Gevelplaatje F. Hemelsoet
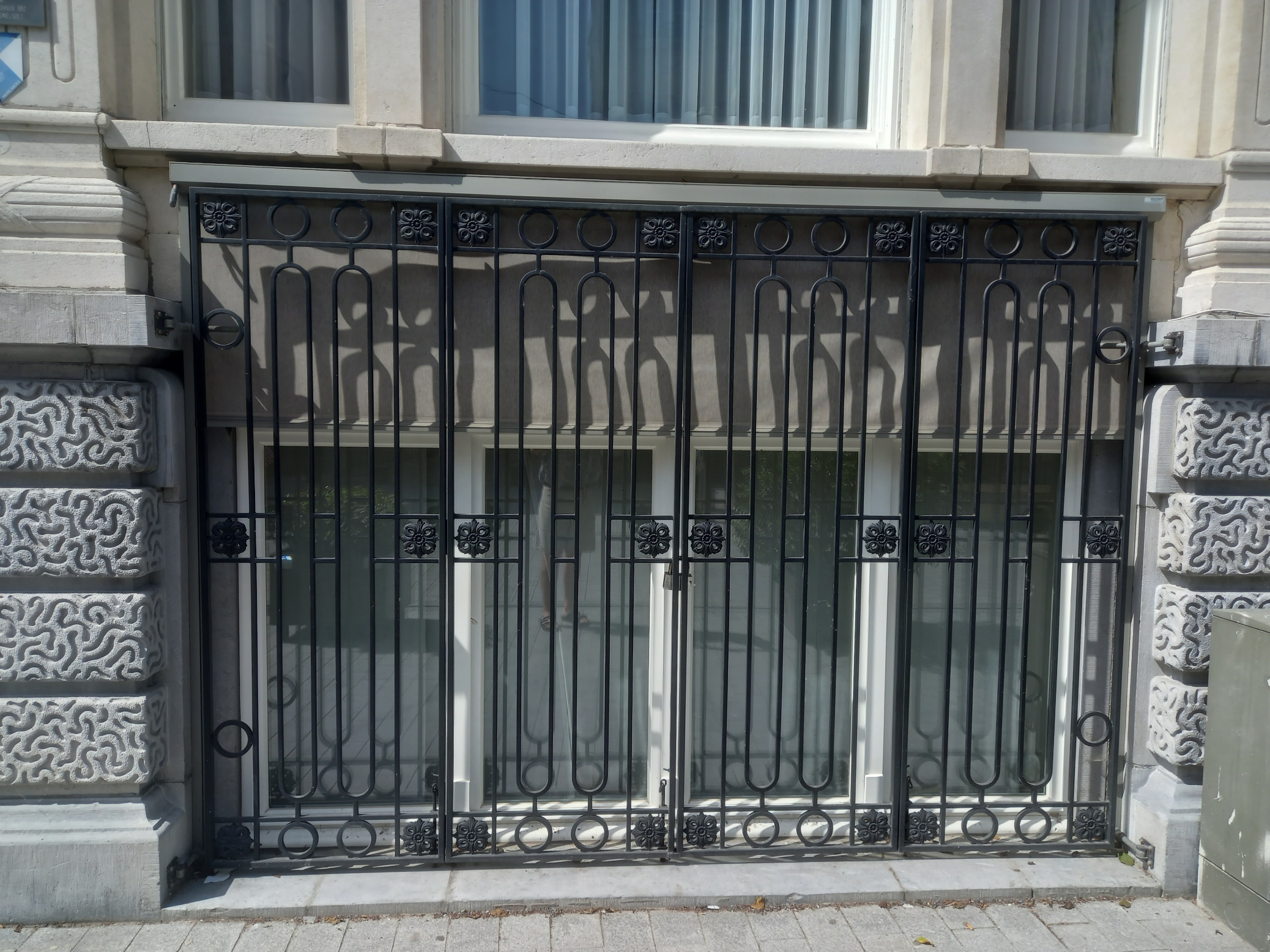
Getraliede vensters tot op de grond

De gesculpteerde maskers boven de vensters stellen verschillende mannen- en vrouwengezichten voor.
Het interieur is met veel oog voor detail ontworpen: fraaie muurwanden en plafonds in de hal en salons, deuren versierd en verguld en een imposante trap met gietijzeren leuning, ontworpen en uitgevoerd door de Lierse kunstsmid Louis Van Boeckel.
Achter het Hof bevindt zich nu de nieuw aangelegde tuin en garages met uitgang naar het Lekkernijstraatje.

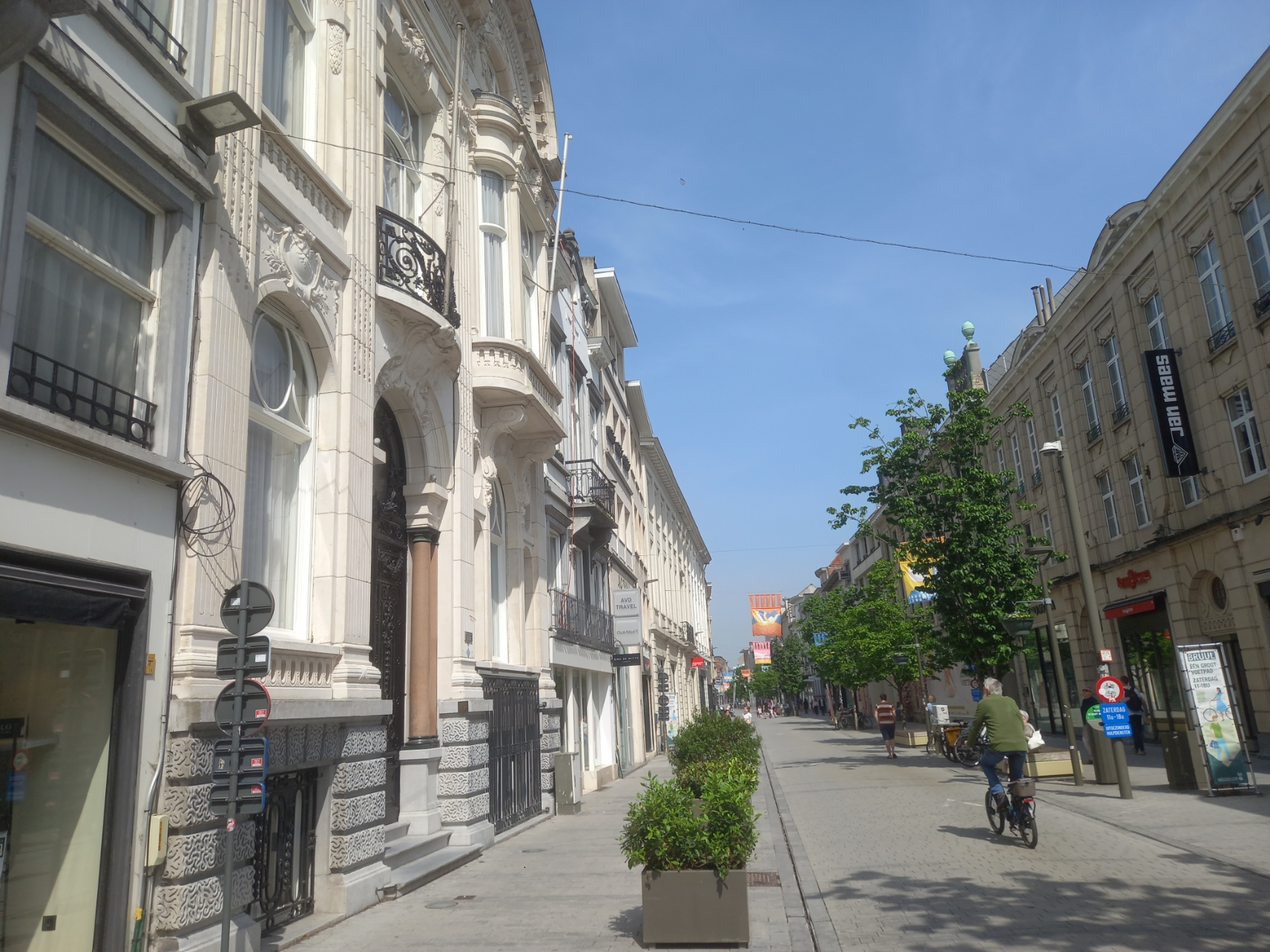
Zicht vanuit winkelstraat Bruul
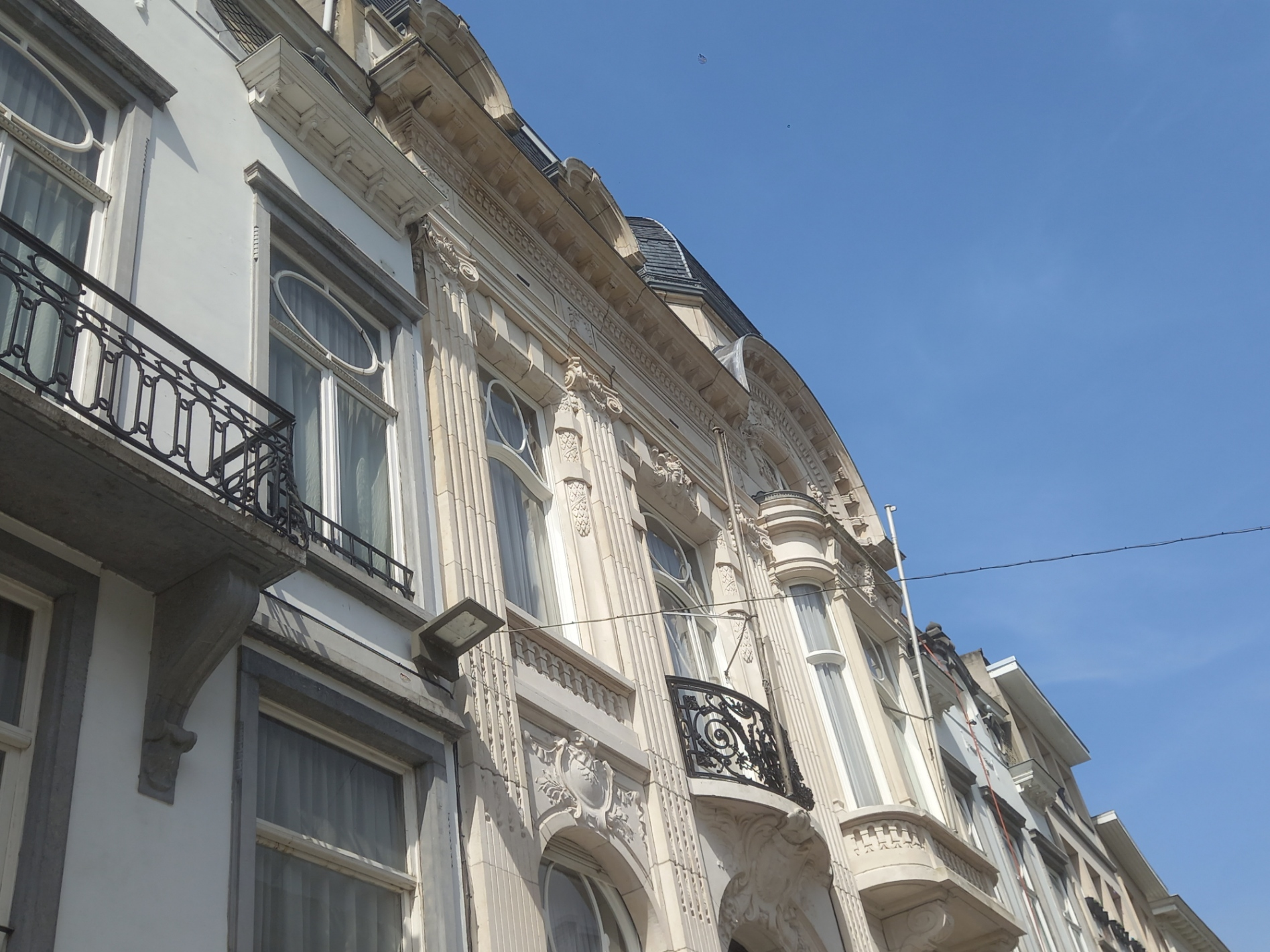
Zicht op het eerste verdiep
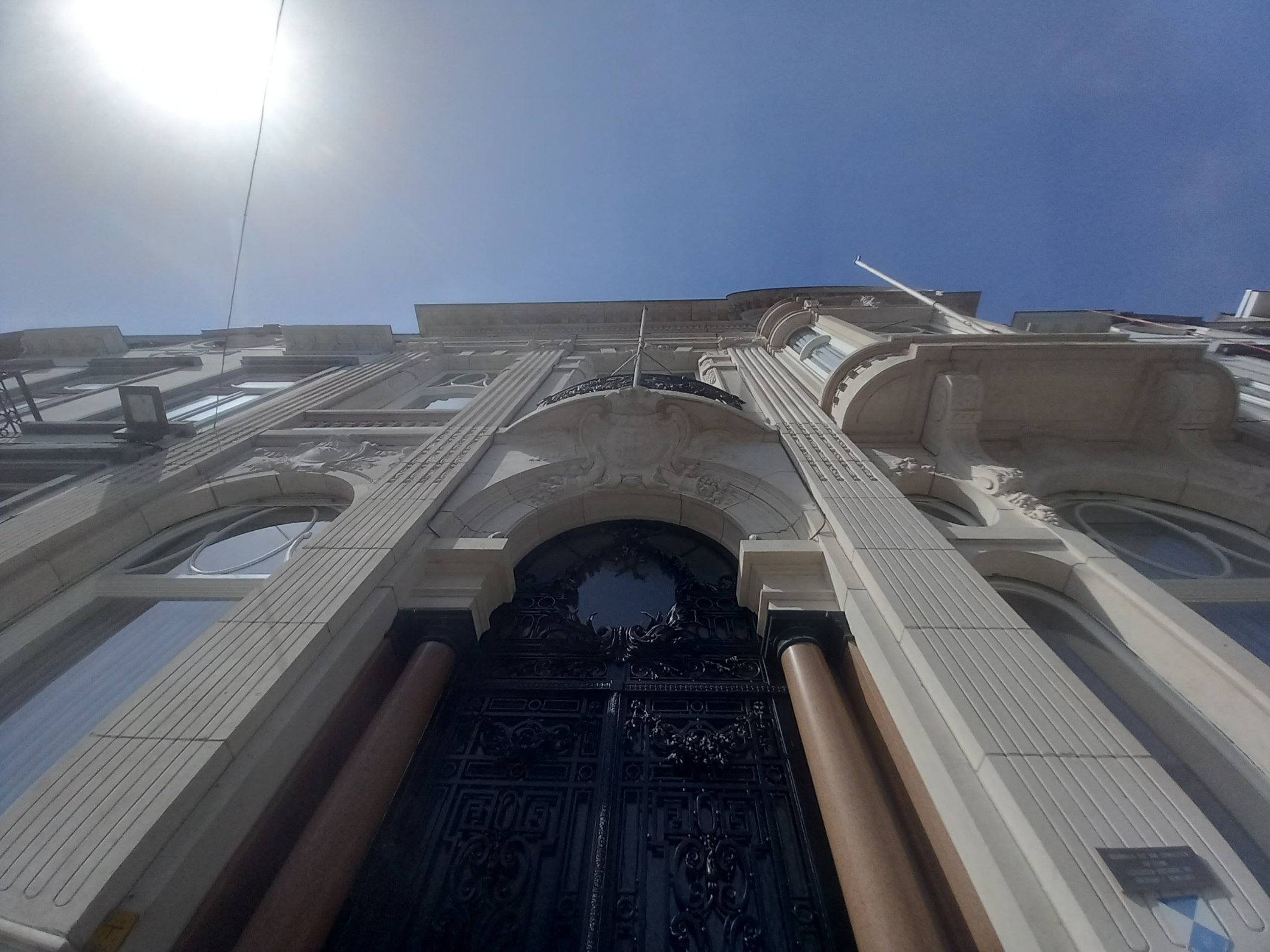
Zicht van onderaan
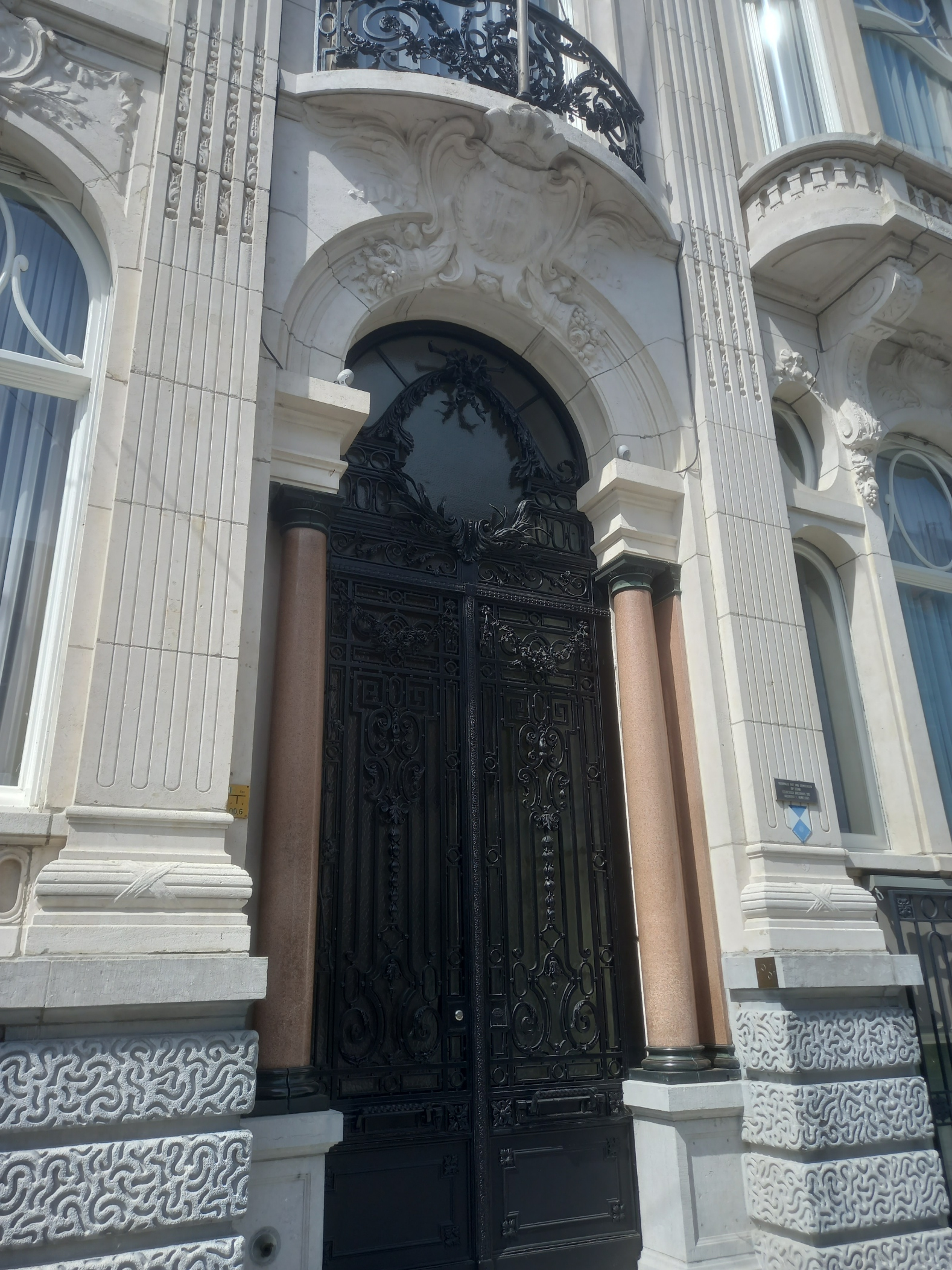
Voordeur tussen Toscaanse pijlers
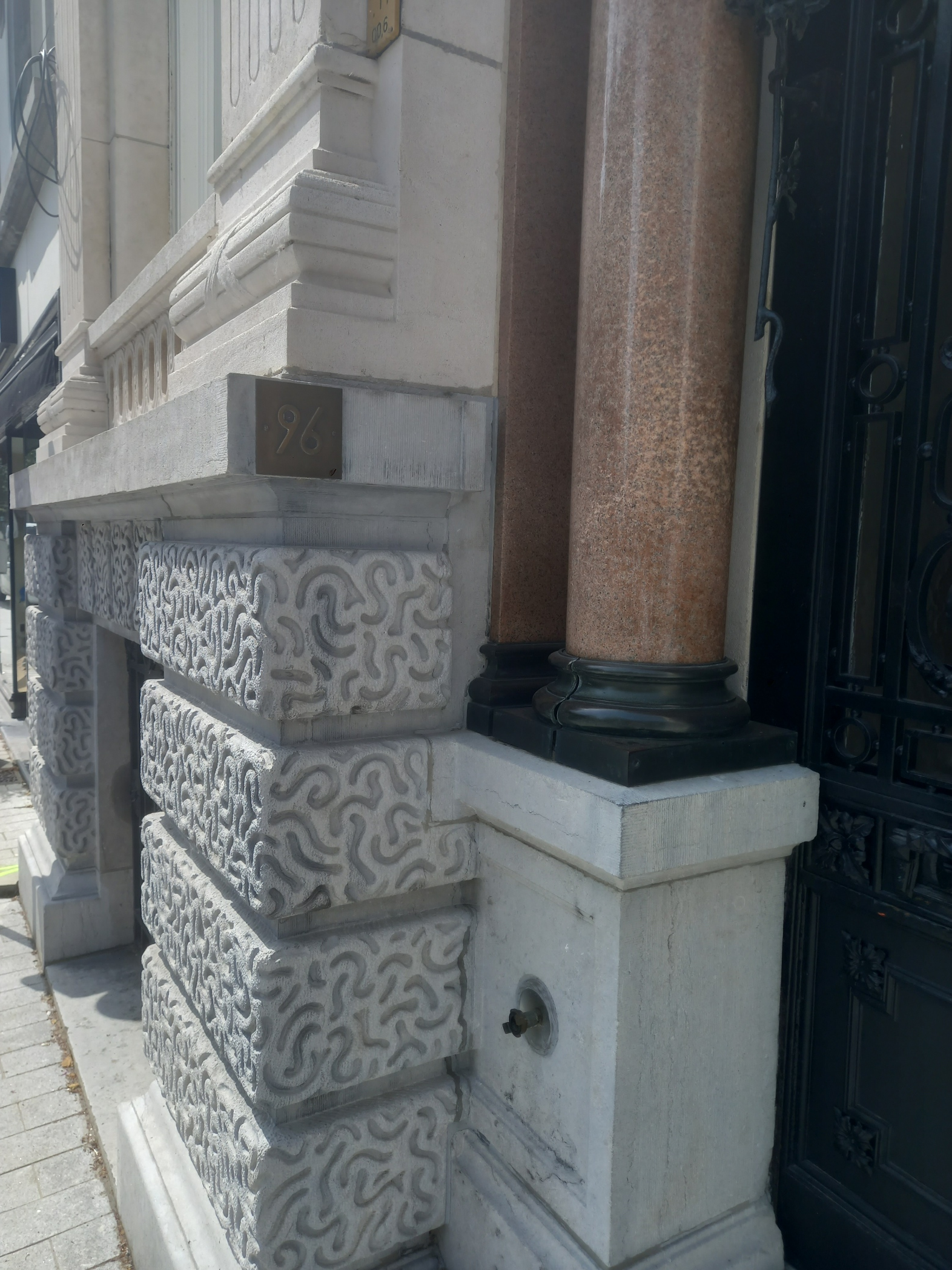
Wormornamenten
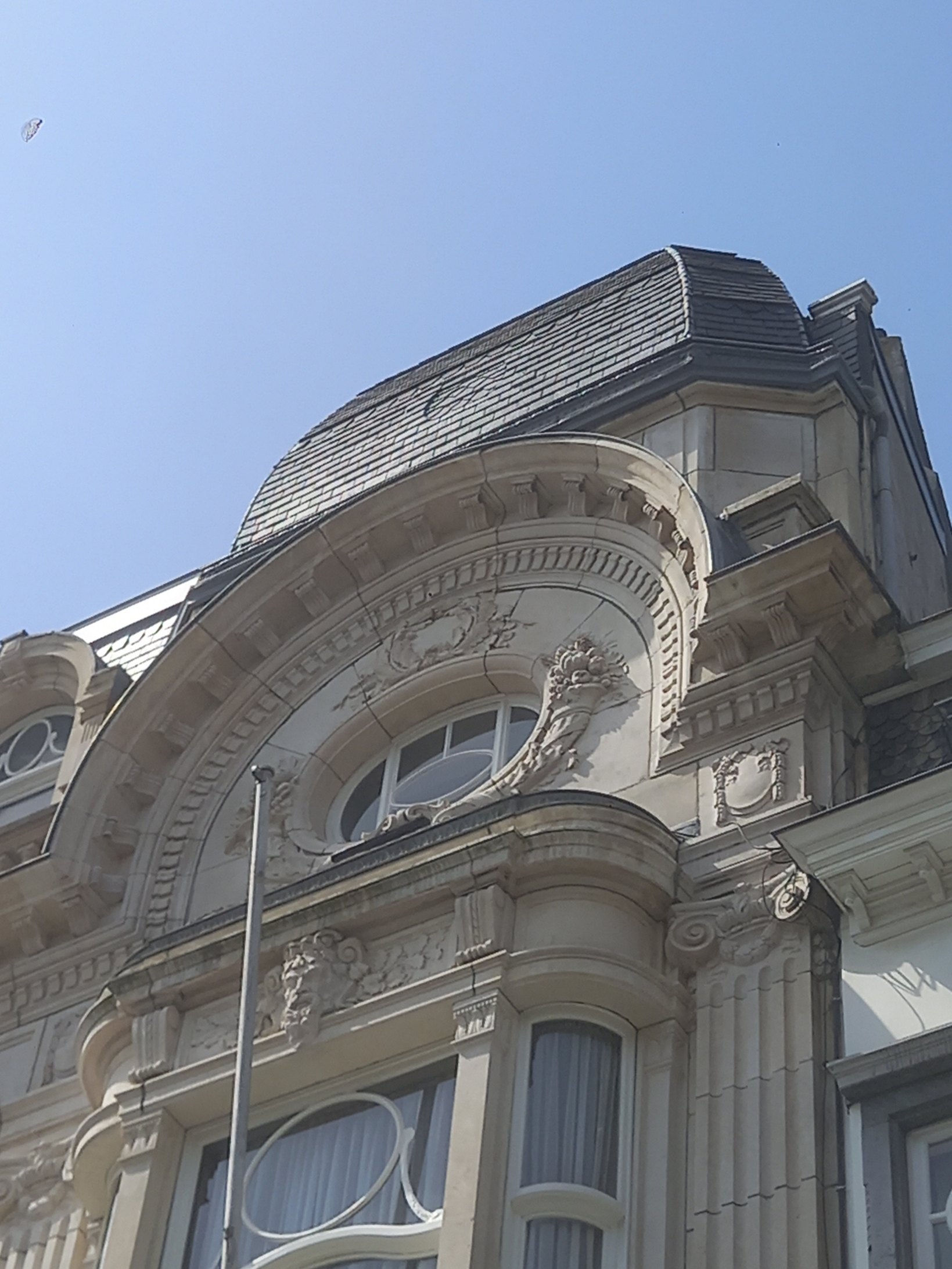
Mansardedak
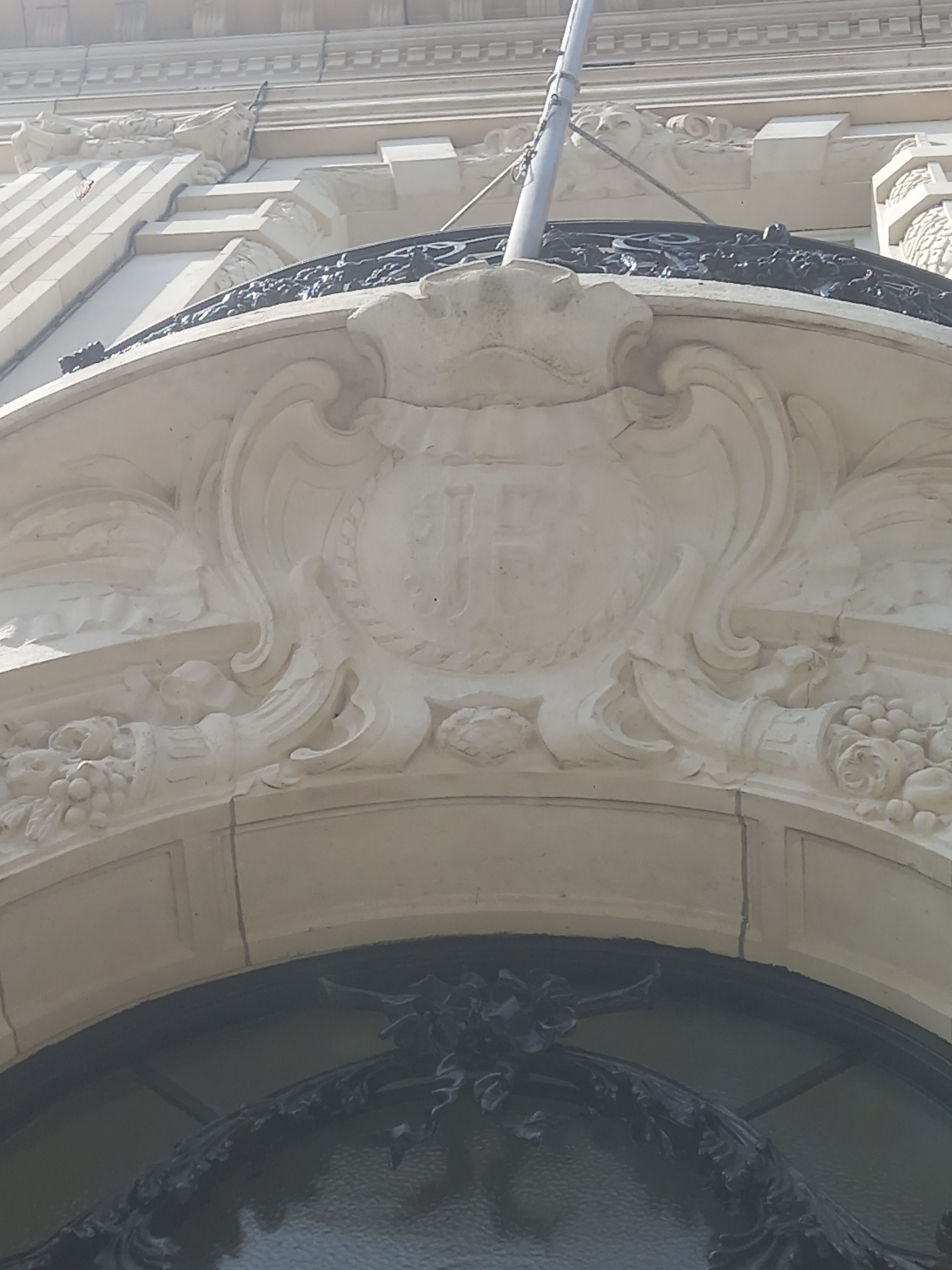
Ornament met letters "HF"

## Referentielijst
1. ↑  Reydams, Ad (1894). Mechelen - De namen en de korte geschiedenis der huizen. J.Stevens, Mechelen, p47.
2. 1 2 3  Stad Mechelen: Binnenstad. Verlag nicht ermittelbar, Ort nicht ermittelbar (1984). ISBN 978-90-70481-51-3.
3. ↑  Kocken, Marcel, Luc van Hoeylandt. Mechelen - Feiten & Façades. Uitgeverij Elena Mechelen, Mechelen, p65. ISBN 9789082416053.
4. ↑  Kocken, Marcel, Luc Van Hoeylandt. Mechelen - Feiten & Façades. Uitgeverij Elena Mechelen, p65. ISBN 9789082416053.
5. ↑  Kocken, Marcel. Gids voor oud Mechelen. Standaard Uitgeverij, p381. ISBN 9002143729.